# Ширяєв Валерій Вікторович
Вале́рій Ві́кторович Ширя́єв (* 26 серпня 1963, Нижній Тагіл) — радянський та український хокеїст, захисник, відомий за виступами за збірні СРСР, України, київський «Сокіл» та низку швейцарських хокейних клубів. Чемпіон світу з хокею 1989 року. Заслужений майстер спорту СРСР (1989).

## Клубна кар'єра
На дорослому рівні розпочав виступи 1981 року у складі київського «Сокола», що змагався у чемпіонаті СРСР, 1985 року виборов разом із командою бронзові медалі національної першості. Загалом відіграв у київській команді в 11 сезонах, провів у її складі 414 ігор.
1991 року у складі «першої хвилі» радянських спортсменів, що масово виїжджали для продовження кар'єри за кордон, потрапив до Швейцарії. Протягом 1991–2008 років неодноразово змінював клуби, здебільшого виступав в елітному дивізіоні хокейного чемпіонату країни.
Рішення про завершення професійної ігрової кар'єри прийняв у 45-річному віці через рецидив травми коліна. Протягом останніх років кар'єри у клубі «Шо-де-Фон» грав пліч-опліч зі своїм сином Євгеном, який виступає на позиції нападника.

## Виступи за збірну
1989 року залучався до лав збірної команди СРСР, яка виступала на тогорічному чемпіонаті світу. Брав участь в усіх 10 іграх збірної на турнірі, записав на свій рахунок 2 закинуті шайби та 4 результативні передачі. Виборов разом з командою золоті медалі світової першості, здолавши у фінальній грі господарів турніру — збірну Швеції.
З 1994 року виступав у складі збірної команди України. Провів 43 матчі, закинув 13 шайб. Учасник зимових Олімпійських ігор 2002 (4 матчі, 2+1); учасник чемпіонатів світу 1994 (група C), 1995 (група C), 1999, 2001, 2002, 2003 і 2004.
Протягом професійної кар'єри хокеїста, що тривала 28 років, на клубному рівні відіграв у 1039 офіційних матчах, закинув 299 шайб у ворота противників, відзначився 591 результативною передачею.
По завершенні ігрової кар'єри працює на тренерських посадах у хокейних клубах Швейцарії.

## Досягнення
- Чемпіон світу (1989);
- Бронзовий призер чемпіонату СРСР (1985);
- Чемпіон Швейцарії (2004).